# Schilflieder
Die Schilflieder bilden einen 1832 erschienenen Gedichtzyklus von Nikolaus Lenau (1802–1850). Es handelt sich um eine melancholische Liebesdichtung mit narrativ-kontemplativem Charakter, in der das lyrische Ich schwermütig einer unerfüllbaren Liebe nachträumt. Lenau setzt als zentrales Gestaltungsmittel die für die Spätromantik typische Natursymbolik im Sinne einer Seelenlandschaft ein.

## Form und Inhalt
Der Zyklus besteht aus fünf Gedichten, die sich im konsequent trochäischen Metrum und im Kreuzreimschema entsprechen. 
- Drüben geht die Sonne scheiden
- Trübe wird’s, die Wolken jagen
- Sonnenuntergang
- Auf geheimem Waldespfade
- Auf dem Teich, dem regungslosen

In der Werkausgabe des Cotta-Verlages werden drei weitere Gedichte den Schilfliedern zugerechnet, die nicht ursprünglich Teil des Zyklus waren:
- Winternacht
- Stumme Liebe
- Wandel der Sehnsucht.

## Vertonungen
- Der Zyklus wurde unter anderem von Felix Mendelssohn Bartholdy (1809–1847), Viktor Neßler (1841–1890) und Nicholas Goldschmidt (1908–2004) vertont.
- August Klughardt komponierte Fantasiestücke nach den Schilflieder-Gedichten von Lenau für Oboe, Viola, Klavier.
- Kurt Weill komponierte 1919 Schilflieder, einen Liederzyklus nach Texten von Lenau. Das Werk gilt als verschollen.[1]
- Alban Berg vertonte Auf geheimem Waldespfade in seinem Zyklus 7 frühe Lieder (1905-08/1928).
- Artur Immisch vertonte „Auf dem Teich, dem regungslosen“.